# 白沙街道 (宁波市)
白沙街道是中国浙江省宁波市江北区曾经下辖的一个街道，辖区面积3.2平方公里，因白沙路而得名:24，2020年6月与中马街道合并为外滩街道。

## 历史
秦至清分别属句章县、鄮县，五代开平三年（909年）属望海县（次年改为定海县），宋元丰元年（1078年）属定海县清泉西乡，元延祐七年（1320年）属鄞县甬东隅、定海县清泉乡，明时属鄞县万龄老界乡赤城里、定海县西管乡清泉里，清康熙二十六年（1687年）属镇海县，乾隆年间属鄞县老界乡赤城里甬东隅、镇海县西管乡，宣统二年（1910年）属镇海县白沙市，宣统三年（1911年）属鄞县城区，1927年属宁波市，1931年属鄞县第五区泗州乡、白沙乡、砖桥镇，1934年白沙乡划归镇海县，1945年重新划归鄞县，属江北镇，1949年6月属宁波市，11月属江北区公所，1951年7月属江北区，1956年2月撤销江北区设立泗洲街道，1958年9月槐树街道、泗洲街道合并为江北街道，设跃进人民公社、红旗人民公社，1959年2月改为江北（城市）人民公社，1960年4月属江北（城市）人民公社白沙分社，1962年更名为泗洲分社，1969年改为江北区，泗洲分社改为泗洲街道，1978年7月更名为白沙街道，1982年2月江北公社下白沙居民区、压赛居民区、西管居民区、孔浦居民区划入白沙街道，2004年6月原甬江镇包家村划入白沙街道:24、51:72、75-76，2020年6月中马街道、白沙街道合并为外滩街道。

## 行政区划
2019年白沙街道共下辖以下地区：
白沙社区、北站社区、大庆社区、正大社区、桃源社区。